# 4723 Wolfgangmattig
A 4723 Wolfgangmattig (ideiglenes jelöléssel 1937 TB) a Naprendszer kisbolygóövében található aszteroida. Karl Wilhelm Reinmuth fedezte fel 1937. október 11-én.